# Антоновка (Бобруйский район)
Антоновка (бел. Антонаўка) — деревня в составе Сычковского сельсовета Бобруйского района Могилёвской области Республики Беларусь.

## Население
- 1999 год — 21 человек
- 2010 год — 8 человек